# Jean-Paul Paulin
Pour les articles homonymes, voir Paulin.
Jean-Paul Paulin, né le 29 mars 1902 dans le 15e arrondissement de Paris et mort le 3 juin 1976 dans le 8e arrondissement, est un réalisateur, scénariste et producteur français.

## Biographie
Malgré la réalisation de dix-huit longs métrages, Jean-Paul Paulin reste un cinéaste assez méconnu. Fils du sculpteur Paul Paulin, il est un proche de la famille d'Auguste Renoir avec lequel son père s'était lié d'amitié.
Il a reçu l'ordre de la Francisque, ce qui lui vaudra un blâme par le Préfet de la Seine après la Libération.

## Filmographie
Réalisateur
- 1932 : La Femme nue
- 1933 : L'Abbé Constantin
- 1933 : Pas besoin d'argent
- 1936 : L'Esclave blanc
- 1937 : La Danseuse rouge
- 1938 : Les Filles du Rhône
- 1939 : Trois de Saint-Cyr
- 1939 : Le Chemin de l'honneur
- 1940 : La Nuit merveilleuse
- 1942 : Cap au large
- 1943 : L'Homme qui vendit son âme
- 1945 : Échec au roy
- 1947 : La Nuit de Sybille
- 1947 : Le Château de la dernière chance
- 1949 : La Voix du rêve
- 1949 : L'Inconnue n°13
- 1950 : Voyage à trois
- 1951 : Folie douce

Assistant réalisateur
- 1931 : Jean de la Lune de Jean Choux
- 1932 : Un chien qui rapporte de Jean Choux

Producteur délégué
- 1952 : Poil de carotte de Paul Mesnier